# 宮林菫哉
宮林 菫哉（みやばやし きんさい、1887年（明治20年）5月14日  - 1921年（大正10年）2月23日）は、日本の俳人、歌人。本名は弥作。 別名は田川弥吉  。歌人名は赤野陽一。

## 経歴
長野県埴科郡寺尾村（現・長野県長野市）に生まれる。 短歌を北原白秋に学ぶ。「地上巡礼」「曼陀羅」などに投稿。俳句は河東碧梧桐の新傾向運動に賛同。 社会主義的思想を持ち、小説「本流へ」を掲載した俳誌「骨」は発禁 になる。句集に「冬の土」がある。 